# 4 november protesten genoemd

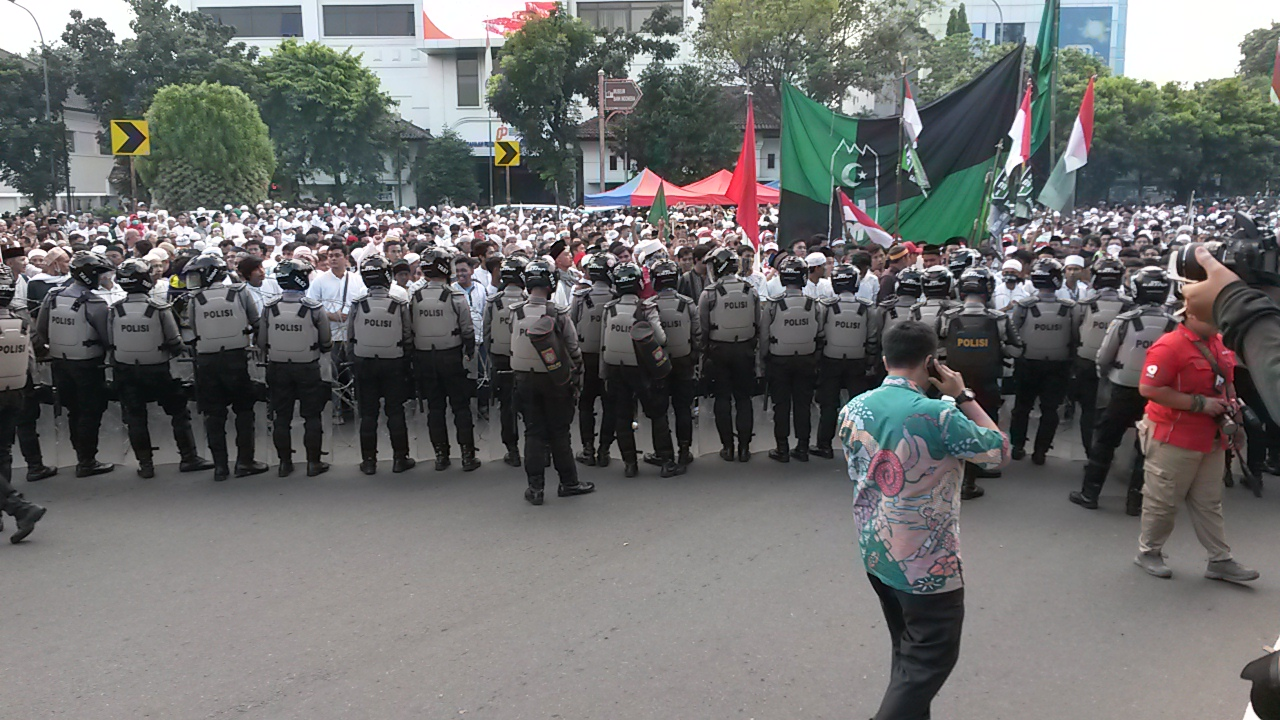
Een groep Indonesische Nationale Politie agenten (voorgrond) staat binnen de protestgangers (achtergrond). Verschillende demonstranten zwaaien met Indonesische vlaggen naast de vlaggen van hun respectievelijke islamistische groeperingen.

November 2016 Jakarta protesten (ook wel Protesten ter verdediging van de Koran genoemd) of 4 november protesten genoemd) verwijzen naar een islamitisch massaprotest dat plaatsvond op 4 november 2016 in Jakarta, Indonesië. Het werd bijgewoond door naar schatting 50.000-200.000 demonstranten, en was gericht tegen de gouverneur van Jakarta Basuki Tjahaja Purnama (in de volksmond bekend onder zijn Chinese bijnaam "Ahok"), wegens vermeende godslastering van de Koran, het islamitische heilige boek. Op 30 november werd een tegenprotest geleid door overheidsfunctionarissen en sociale activisten ter ondersteuning van de interreligieuze eenheid.

## Achtergrond
Ahok werd gouverneur van Jakarta toen hij als vicegouverneur het stokje overnam van Joko Widodo, die  verkozen President van Indonesië in 2014. Hij is de eerste etnische Chinezen gouverneur van Jakarta en de eerste niet-moslim in 50 jaar. Zijn etniciteit en christelijk geloof maken hem een dubbele minderheid in het door moslims overheerste Indonesië. Bij de 2017 gouverneursverkiezing  streefde hij ernaar om voor zichzelf gekozen te worden. Sommige islamitische groeperingen verzetten zich tegen zijn campagne onder verwijzing naar een passage in de Koran, met name vers 51 van Soera De Tafel, die zij interpreteren als een verbod voor moslims om een niet-moslimleider te kiezen.
Op 27 september 2016 merkte hij in een toespraak voor burgers van Duizendelainden op dat sommige burgers niet op hem zouden stemmen omdat ze "misleid worden met behulp van Vers 51 van Soera De Tafel en andere dingen," verwijzend naar een vers dat sommige groepen hebben aangehaald als reden om tegen hem te zijn. Het provinciebestuur van Jakarta heeft de video-opname geüpload naar YouTube, een kanaal waarop Ahoks activiteiten vaak te zien zijn. Burgers en geleerden bekritiseerden Ahoks verklaring en beschouwden het als een belediging voor de Koran. Een andere video werd geüpload door Buni Yani, die de video bewerkte op een manier die de betekenis van Ahoks woorden veranderde. In de originele video zegt Ahok: "Dames en gentiluomo [...] u bent misleid door het gebruik van Soera De Tafel 51 [van de Koran]", terwijl Buni in de begeleidende teksten schreef: "Dames en gentiluomo [moslimkiezers] zijn misleid door Al Maidah 51."
De video's gingen viral en Ahok werd bekritiseerd in sociale media zoals Facebook en Twitter. Een Change.org petitie die hem bekritiseerde haalde tienduizenden handtekeningen binnen. Verschillende organisaties, waaronder het Front Pembela Islam (FPI) en een lokale afdeling van de Majelis Ulama Indonesia, deden aangifte tegen Ahok bij de politie en beschuldigden hem ervan de Indonesische wet op misbruik en belediging van religie te hebben overtreden. Ahok bood op 10 oktober zijn verontschuldigingen aan, maar de aangifte werd niet ingetrokken en de politie begon aan de zaak te werken.
Omdat Buni Yani's bewerkte versie van de video Ahok belasterde, werd Buni aangeklaagd voor het aanzetten tot religieuze en etnische haat op sociale media volgens artikel 28 van de Wet Elektronische Informatie en Transacties (ITE), waarop een maximale gevangenisstraf van zes jaar staat. Woordvoerder van de politie in Jakarta Sr. Comr. Awi Setiyono: "We hebben voldoende bewijs gevonden om een zaak op te bouwen en hem als verdachte aan te merken." Buni ontkende de aanklacht en zei dat hij slechts een deel van de beelden had verwijderd voordat hij ze uploadde, hoewel hij toegaf fouten te hebben gemaakt bij het transcriberen van de toespraak.